# مارك مارتن (محامي)
مارك مارتن (بالإنجليزية: Mark Martin) هو قاضي ومحامي أمريكي، ولد في 29 أبريل 1963.

## وصلات خارجية
- مارك مارتن على موقع إن إن دي بي (الإنجليزية)